# Max von Spiessen

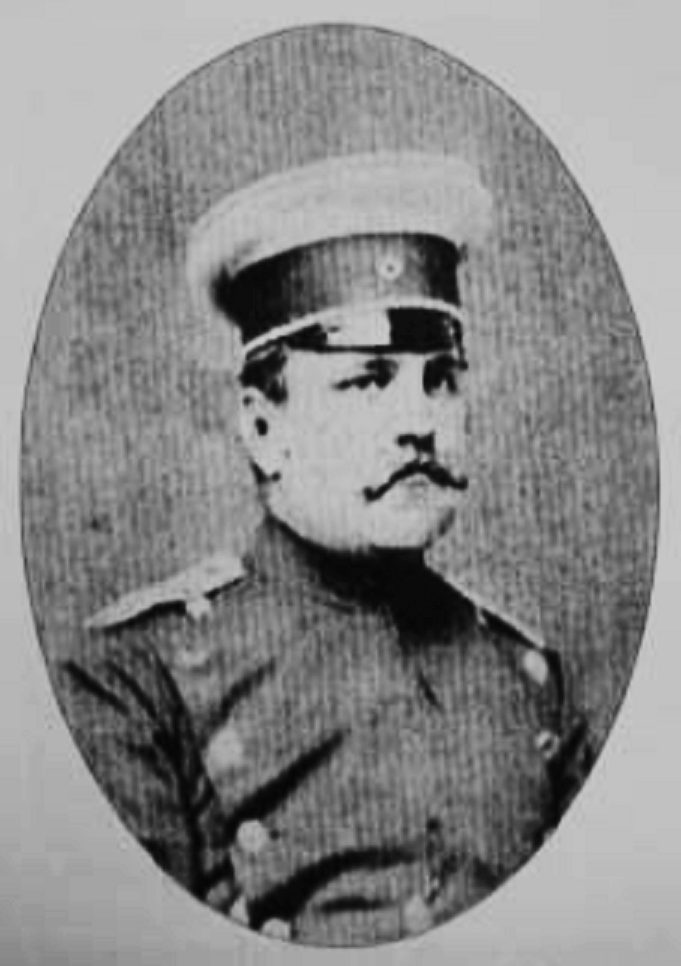
Max von Spiessen en tant qu'officier

Max Otto Aloys Hubert Johann Maria von Spiessen (aussi : von Spießen; né le 22 juin 1852 à Dülmen et mort le 5 novembre 1921 à Münster) est un officier prussien, poète, généalogiste et héraldiste.

## Biographie

### Origine et famille
Max von Spiessen est le fils du conseiller du tribunal d'arrondissement Maria Levin Joseph Ludwig von Spiessen  et de son épouse Maria Engelberta, née von Rump. La lignée paternelle remonte à Jobst Christoph von Spiessen, seigneur d'Ebbinghausen, officier au service de l'électorat de Brandebourg, puis de l'électorat de Cologne. En 1881, Max von Spiessen se marie avec Theresia von Druffel (de), mais le mariage, qui n'a pas d'enfants, estdissous en 1907.. Son frère August (1844-1915) est forestier en chef royal et botaniste.

### Carrière
Les informations concernant la carrière de Spiessen dans l'armée prussienne sont très divergentes. Ce qui est sûr, c'est qu'il est promu le 12 avril 1873 au grade d'enseigne dans le 4e régiment de cuirassiers (de) et qu'il passe au grade de sous-lieutenant le 10 février 1874. Du 12 mars 1878 au 14 août 1880, il est commandé comme officier d'inspection et professeur à l'école de guerre de Metz. Le 16 novembre 1880, Spiessen passe dans la réserve du régiment et figure dans le classement comme officier de réserve pour deux années supplémentaires. À partir de 1883, il est officier de cavalerie dans le 1er bataillon du 13e régiment de Landwehr à Münster, puis est autorisé à prendre sa retraite comme premier lieutenant. Pendant la Première Guerre mondiale, il est employé dans le service militaire intérieur.
Déjà pendant son service militaire actif, Spiessen consacre beaucoup de temps et d'efforts à ses travaux généalogiques et héraldiques dans de nombreuses archives. De 1878 à la Saint-Sylvestre 1919, il est membre de la prestigieuse association scientifique Herold zu Berlin. Ses relations diverses avec la noblesse westphalienne lui permettent d'utiliser de nombreuses archives de domaines et de familles. En 1890, il quitte Dülmen pour s'installer à Münster. En mars 1896, il est l'un des membres fondateurs de la Commission historique de Westphalie. Il entreprend également de grands voyages en Suède, en Angleterre, en Italie et en Suisse. Son premier ouvrage, qui est aussi le plus remarqué, est le Wappenbuch des Westfälischen Adels, publié en trois volumes de 1901 à 1903, dont Adolf Matthias Hildebrandt contribue aux graphiques des armoiries. La publication des tableaux généalogiques de la noblesse westphalienne, annoncée dans la préface, n'a pas lieu, notamment en raison de la guerre.

## Domaine
Par testament, les copies, extraits et notes qu'il a rassemblés sont transférés aux Archives d'État de Münster, à condition que ses héritiers puissent y accéder à tout moment. Après que les Archives d'État ont repris ces documents en 1922, la collection est complétée en 1929 par un don du neveu Egon von Spiessen, qui y ajouta une vaste collection de sceaux et de tampons sigillaires provenant de la succession de Spiessen. Le fonds littéraire est indirectement transféré aux archives de la ville de Dülmen.

## Publication
- Wappenbuch des Westfälischen Adels. 3 Bände. Görlitz 1901–1903. Digitalisat